# Awtomobilist Karaganda
Awtomobilist Karaganda (russisch Автомобилист Караганда) war eine Eishockeymannschaft aus der kasachischen Stadt Qaraghandy, die von 1966 bis 1996 sowie 1998 bis 1999 aktiv war.

## Geschichte
Der Verein wurde 1966 als Stroitel Karaganda (Строитель Караганда) gegründet und spielte zunächst in der dritthöchsten sowjetischen Liga, die das Team, das bereits 1980 in Awtomobilist umbenannt wurde, 1983 gewinnen konnte und somit aufgestiegen war. In der ersten Saison erfolgte der Abstieg aus der Perwaja Liga. In der nächsten Spielzeit hat die Mannschaft den Wiederaufstieg geschafft. Das Team nahm von 1992 bis 1996 an der Internationalen Liga teil, belegte aber meistens einen der hinteren Plätze. 1993 erhielt die Mannschaft den alten Namen Stroitel. Aufgrund finanzieller Schwierigkeiten wurde der Verein 1996 aufgelöst. 1998 wurde das Team als Awtomobilist neu gegründet, aber nach nur einer Saison in der kasachischen Meisterschaft wieder aufgelöst.
Als inoffizielles Nachfolgeteam von Awtomobilist gilt der 2006 gegründete HK Saryarka Karaganda.

## Bekannte Spieler
- Wladimir Antipin
- Oleg Boljakin
- Alexander Genze
- Alexei Mursin
- Sergei Mogilnikow
- Waldemar Quapp
- Jerlan Saghymbajew

## Bekannte Trainer
- Juri Baulin